# Ctenogobiops feroculus
Ctenogobiops feroculus és una espècie de peix de la família dels gòbids i de l'ordre dels perciformes.

## Morfologia
- Els mascles poden assolir 8 cm de longitud total.[5][6]

## Hàbitat
És un peix marí, de clima tropical i associat als esculls de corall que viu entre 6-20 m de fondària.

## Distribució geogràfica
Es troba des del Mar Roig fins a Nova Caledònia, les Illes Ryukyu i la Micronèsia (Truk i Guam).

## Observacions
És inofensiu per als humans.